# Tlaxcala (staat)
Tlaxcala (Nahuatl: Tlaxcallan, Otomí: Tlaxkala) is een van de 31 staten van Mexico, gelegen in Centraal-Mexico. Tlaxcala grenst aan Hidalgo, Mexico en Puebla, dat Tlaxcala vrijwel geheel omringt. Met 1,342,977 inwoners op 4061 km² is het de kleinste staat van de Mexicaanse federatie. De hoofdstad van de staat Tlaxcala is Tlaxcala de Xicoténcatl, maar wordt meestal gewoon Tlaxcala genoemd. Andere steden in Tlaxcala zijn Huamantla en Chiautempan.

## Geografie
Tlaxcala is een van de hoogstgelegen staten van Mexico. In het centrum van de staat bevindt zich Vallei van Puebla-Tlaxcala, waar ook het leeuwendeel van de bevolking woont. Het laagste punt van deze vallei is altijd nog 2200 meter boven de zeespiegel. Het hoogste punt is met 4462 meter de top van de vulkaan Matlalcueitl.

## Bevolking
Gezien de rol van Tlaxcala bij de Spaanse verovering van het Azteekse Rijk (zie hieronder) worden de inwoners in de rest van Mexico nogal eens als verraders gezien. Ongeveer 10% van de inwoners van Tlaxcala spreekt een indiaanse taal, met name Nahuatl. De belangrijkste inkomstenbronnen van Tlaxcala zijn de landbouw, textiel, chemie en farmacie.
Inwoners van Tlaxcala worden Tlaxcalteken genoemd.

## Geschiedenis
De naam Tlaxcala komt uit het Nahuatl. Het is ofwel afkomstig van Tlaxcallan, wat "plaats van de tortilla's" betekent, ofwel is het een verbastering van Texcallan, wat "plaats van de stenen" betekent.
Tlaxcala is zeker al 12.000 jaar bewoond, met als vroegst bekende beschavingen de Tzompantepec (1700 - 1200 v.Chr.), Tlatempa (1200 - 800 v Chr.) en de Texoloc (800 - 400 v.Chr.). 
In de dertiende eeuw werd er door Nahuatl-sprekende Tolteken een koninkrijkje gesticht, dat vooral bekend is geraakt als aartsvijand van de Azteken. Bij de Bloemenoorlogen die de Azteken tegen hun buren -vooral Tlaxcala- voerden, was het oogmerk vooral zo veel mogelijk krijgsgevangenen te maken, zodat die aan de goden geofferd konden worden. Bij deze ceremonie werd de borstkas en het middenrif juist onder de onderste ribben opengesneden en het hart, nog kloppend, uit het lichaam gerukt. Het is daarom dat de inwoners van Tlaxcala in 1519 de Spaanse nieuwkomers met open armen ontvingen. Zij waren de voornaamste bondgenoot van de Spanjaarden toen deze Tenochtitlan veroverden. Toen zij bemerkten dat zij van de Azteekse regen in de Spaanse drup gekomen waren, was het al te laat. De zoon van een van de leiders, Xicotencatl de Jongere - de schutspatroon van de stad - leidde weliswaar een opstand tegen de nieuwe overheersers, maar deze werd al snel bloedig neergeslagen.
Vanwege de steun die de Tlaxcalteken leverden tijdens de verovering van Mexico genoot Tlaxcala gedurende de hele koloniale periode een semiautonome status. De huidige staat Tlaxcala kan als directe opvolger van het precolumbiaanse koninkrijk worden gezien. Na de onafhankelijkheid van Mexico in 1821 ontstond er enige discussie over de precieze status van Tlaxcala; sommigen vonden dat Tlaxcala wegens de rol tijdens de Spaanse verovering niet dezelfde rechten moest krijgen als de andere Mexicaanse staten. In 1857 werd uiteindelijk besloten Tlaxcala als volwaardige staat van de Verenigde Mexicaanse Staten te erkennen.
Gedurende het grootste deel van het Porfiriaat werd Tlaxcala geregeerd door kolonel Próspero Cahuantzi, een voormalig indiaans hoofdman en vertrouweling van president Porfirio Díaz. Hierdoor staat het Porfiriaat in Tlaxcala dan ook bekend als het Prosperaat. De staat maakte gedurende deze periode een grote economische en technologische ontwikkeling door, die evenwel maar een klein deel van de inwoners ten goede kwam.
Met het uitbreken van de Mexicaanse Revolutie en de val van Díaz werd in 1911 ook Cahuantzi verdreven. De nieuwe gouverneur werd Antonio Hidalgo, vertrouweling van de nieuwe president Francisco I. Madero, die na diens omverwerpen wederom werd verdreven. Tlaxcala werd enige tijd onderdeel van het machtsgebied van Emiliano Zapata, maar in 1916 kwam het in handen van de constitutionalisten van Venustiano Carranza.
Na de Mexicaanse Revolutie raakte evenals in alle andere staten de Institutioneel Revolutionaire Partij (PRI) aan de macht. In 1999 werd voor het eerst een kandidaat van de oppositie, Alfonso Abraham Sánchez van de Partij van de Democratische Revolutie (PRD) tot gouverneur gekozen. Op 31 augustus 2021 werd Lorena Cuéllar Cisneros van Morena ingezworen als gouverneur, de tweede vrouw in die positie na Beatriz Paredes.

## Gemeenten
Tlaxcala bestaat uit zestig gemeenten, zie Lijst van gemeenten van Tlaxcala.